# Leach Argentine Estates
| Feldbahnen der Leach Argentine Estates | Feldbahnen der Leach Argentine Estates                                                        |
| --- | --------------------------------------------------------------------------------------------- |
| Hunslet-Feldbahn-Dampfokomotive Nr. 1270 mit der WD-Nr. 358 des britischen War Department bei Leach Brothers Argentine Estates, San Pedro de Jujuy |                                                                                               |
| Streckenlänge: | • San Pedro: 100 km, davon • 66 km fest verlegt • 34 km fliegendes Gleis • Calilegua: 14,5 km |
| Spurweite: | 610 mm (2-Fuß-Spur)                                                                           |
| |                                                                                               |

Die Leach Argentine Estates Ltd., ein britisches Unternehmen, besaß und bewirtschaftete Plantagen in der Provinz Jujuy in Argentinien, auf denen um 1925 zwei mit Dampflokomotiven betriebene Feld- und Waldbahnen eingesetzt wurden.

## Geschichte
Das Unternehmen betrieb die Zuckerfabrik Ingenio La Esperanza in San Pedro de Jujuy sowie eine Obstplantage und ein Holzlager in Calilegua in der Provinz Jujuy. Der Hauptsitz des Unternehmens befand sich am 8 Crosby Square, London. Die Büros der argentinischen Niederlassung des Unternehmens waren in der Calle Sarmiento 443 in Buenos Aires. Das Gesamtkapital betrug 1.052.500 £.

## Feldbahn der Zuckerfabrik in San Pedro
Die Feldbahn des Unternehmens bei der Zuckerfabrik in San Pedro hatte eine Gesamtlänge von 100 km, davon waren 66 km fest verlegt und 34 km bestanden aus vorgefertigten, transportablen Gleisjochen. Die Spurweite betrug 610 mm (24 Zoll). Die Schienen hatten ein Metergewicht von 7 und 9 kg/m und waren auf Hartholzschwellen verlegt. Auf den Strecken gab es keine nennenswerten Steigungen oder Bauwerke.
Auf dieser Feldbahn gab es folgende Schienenfahrzeuge:
- 2 Lokomotiven der Firma Koppel, mit jeweils zwei Kuppelradsätzen und 4 Tonnen Eigenmasse, 20 Tonnen Wagenzugmasse bei 1 Prozent Steigung
- 2 Lokomotiven der Firma Koppel, mit jeweils vier Kuppelradsätzen und 8 Tonnen Eigenmasse, 40 Tonnen Wagenzugmasse
- 1 deutsche Lokomotive mit drei Kuppelradsätzen, 8 Tonnen Eigenmasse, 40 Tonnen Wagenzugmasse
- 1 Lokomotive von Kerr Stuart mit drei Kuppelradsätzen, 8 Tonnen Eigenmasse, 40 Tonnen Wagenzugmasse
- 4 Lokomotiven von John Fowler mit vier Kuppelradsätzen, 14 Tonnen Gewicht, 60 Tonnen Zugkraft
- 1445 Wagen mit jeweils 1 Tonne Nutzlast
- 185 Wagen mit jeweils 3 Tonnen Nutzlast

Die monatlich transportierte Menge an Zuckerrohr betrug um 1925 etwa 60.000 Tonnen/Monat. Die Gesamtinvestition in die Eisenbahn und der Schienenfahrzeuge betrug 1.160.000 Pesos.

## Avocado-, Mango- und Bananen-Plantage in Calilegua
Um 1905 sandte die argentinische Niederlassung des Unternehmens, einen ihrer Mitarbeiter namens Robert McClintock Smyth nach Südafrika, der sich für den Anbau von subtropischen Früchten begeisterte. Er erwarb dort einige Avocadopflanzen, die als ersten Exemplare dieser Art in Argentinien eingeführt wurden. Die unterschiedlichen Pflanzen, die aufgepfropft wurden und die die ursprüngliche Plantage bildeten, waren wie folgt:
- 2500 Avocadobäume
- 1000 Mangopflanzen
- 5000 Bananenstauden

Bei den Avocados handelte es sich um die folgenden Sorten:
- Blakeman
- Dickinson
- Eaglerock
- Linda
- Lula
- Guatemala
- MacDonald
- Sharpless
- Spinks
- Pollock
- Trapp
- Eine Sorte, deren Identifizierungsetikett verloren gegangen war und die deshalb  von der Firma Leach „Smyth“ genannt wurde

Eine große Anzahl der Avocadopflanzen und auch der Mangos ging auf dem Transportweg ein, so dass nur wenige an ihrem Bestimmungsort in Argentinien ankamen. Mit den wenigen, die ankamen, war es jedoch möglich, eine Baumschule zu gründen, die den Grundstock für die heutige Obstplantage lieferte bestehend aus 1.600 Pflanzen in voller Produktion und 3.000 Neupflanzungen in Obstbaumreihen.
Diese Plantage war der größte und fast die einzige kommerzielle Obstplantage Argentiniens. Die Bäume wurden mit einem Abstand von 8 × 8 Metern in Form einer Plantage gepflanzt, was nicht ganz ausreichend ist. Für die Pflanzen, die sie in ihren eigenen Baumschulen gezüchtet haben, haben sie Pflanzen der mexikanischen Variante verwendet. Später führte das Unternehmen neue Pflanzen ein, allerdings in einem stark reduzierten Umfang. Unter den neu eingeführten Sorten war die Fuerte die wertvollste und machte daher den größten Teil der Anpflanzungen in Calilegua aus.
Vor dem Zweiten Weltkrieg wurden weitere neue Sorten eingeführt. Die wichtigsten davon waren die von Señor Carlos Gayer, der auf seiner Farm mehr als 100 Sorten gezüchtet hat. Weitere wertvolle Einführungen erfolgten durch die Landwirtschaftliche Versuchsstation von Tucuman und der Ferro Carril de Pacifico, die in ihrem die in ihrem Versuchsgarten etwa 25 Sorten, vor allem der mexikanischen Variante, gesammelt haben, mit einigen Sorten der guatemaltekischen Variante.
Um 1942 hatte die Plantage 15.000 Pflanzen, alle veredelt, von denen etwa 12.000 in der Produktion und der Rest in der Baumschule standen. Daneben gab es etwa 5.000 Sämlingspflanzen, von denen die große Mehrheit von der mexikanischen Variante stammte. Diese sind über den gesamten den gesamten Norden der Republik verteilt. Die Pflanzen, die in Argentinien vermehrt wurden, sind veredelt worden, etwa 97 % davon von ihnen auf Unterlagen, die aus Saatgut der mexikanischen Variante gezogen wurden, und der Rest auf Unterlagen aus Samen der guatemaltekischen Variante.
Die Produktion der angebauten Avocadobäume war von Jahr zu Jahr recht gleichmäßig und erreichte im Alter von acht Jahren eine durchschnittliche Produktion von 500 Avocados pro Baum, mit Schwankungen zwischen 400 und 600 Früchten.
Das größte Problem der argentinischen Obstplantagen war der geringe Abstand zwischen den Bäumen (8 × 8 Meter und weniger). Da der Boden in den Regionen, in denen die Avocado angebaut wurde, sehr nährstoffhaltig und fruchtbar war, wäre ein Abstand von mindestens 10 × 10 oder mehr besser gewesen. Bis zum Zweiten Weltkrieg wurden nur wenige Schädlinge oder Krankheiten an der Avocado beobachtet, obwohl in den feuchteren Regionen mit Niederschlagsmengen um 2.000 mm, wie in Misiones, die Anthraknose stark genug ist, um den Obstbauern erhebliche Probleme zu bereiten.

## Feldbahn der Plantage in Calilegua
Die Feldbahn des Unternehmens in Calilegua hatte eine Länge von 14,5 km und erforderte eine Investition von 83.000 Pesos dar. Die Spurweite betrug 610 mm (24 Zoll). Die Schienen hatten ein Metergewicht von 7 und 9 kg/m und waren auf Hartholzschwellen verlegt. Das Frachtaufkommen betrug etwa 10.000 Tonnen/Monat.
Auf dieser Feldbahn gab es folgende Schienenfahrzeuge:
- 1 Lokomotive von John Fowler mit vier Kuppelradsätzen, 10 Tonnen Eigenmasse und für 50 Tonnen Wagenzugmasse
- 1 Lokomotive von John Fowler mit vier Kuppelradsätzen, 12 Tonnen Eigenmasse und für 60 Tonnen Wagenzugmasse
- 32 Wagen mit jeweils 1 Tonne Nutzlast
- 124 Wagen mit jeweils 3 Tonnen Nutzlast[1]